# 16回目の謝罪
「16回目の謝罪」(16かいめのしゃざい、My 16th Apology)は、シェイクスピアズ・シスターの楽曲。2枚目のスタジオ・アルバム『ホルモナリー・ユアーズ』から5枚目かつ最後のシングルとして発売された。シングル発売後にマーセラ・デトロイトが脱退、2019年に復帰するまでデュオとしては最後のシングルであった。
ミュージック・ビデオは『ホルモナリー・ユアーズ』からリリースされたシングルのミュージック・ビデオを再編集したものになっている。

## 収録曲
EU盤 シングル
1. My 16th Apology - 3:47
2. Catwoman - 4:52
3. Hot Love - 4:20
4. Dirty Mind - 3:27

## チャート
| チャート（1993年）               | 最高順位 |
| -------------------------------- | -------- |
| イギリス（全英シングルチャート） | 61       |